# Itororó do Paranapanema
Itororó do Paranapanema é um distrito do município brasileiro de Pirapozinho, no interior do estado de São Paulo.

## História

### Formação administrativa
- Distrito criado pela Lei n° 2.456 de 30/12/1953, com sede no povoado de Itororó e território desmembrado dos distritos de Pirapozinho (sede) e Narandiba[3][4].
- Decreto nº 24.763 de 13/07/1955 - Fica criada no município de Pirapozinho a 1.ª (primeira) subdelegacia de polícia do distrito de Itororó do Paranapanema[5].
- Pela Lei n° 5.285 de 18/02/1959 perdeu terras para a formação do novo município de Sandovalina[6].

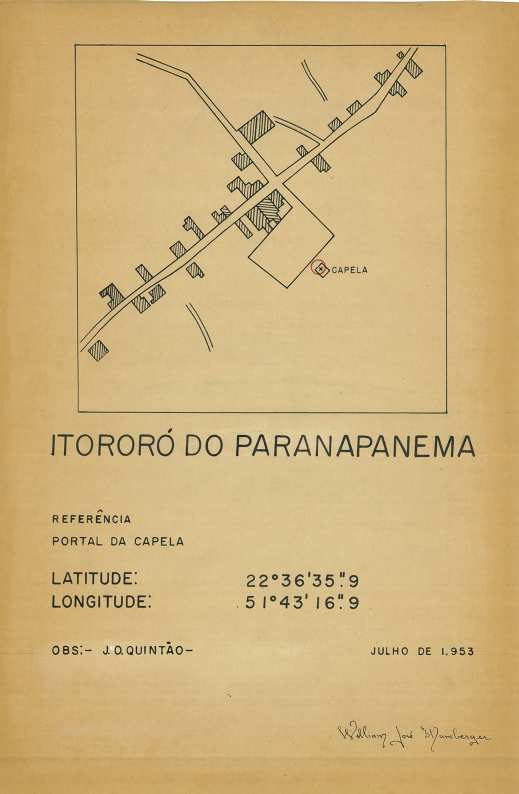
Croqui da área urbana original.

## Geografia

### Demografia

#### População urbana
| Crescimento população urbana | Crescimento população urbana | Crescimento população urbana | Crescimento população urbana |
| Censo                        | Pop.                         |                              | %±                           |
| ---------------------------- | ---------------------------- | ---------------------------- | ---------------------------- |
| 1960                         | 324                          |                              | —                            |
| 1970                         | 215                          |                              | −33,6%                       |
| 1980                         | 463                          |                              | 115,3%                       |
| 1991                         | 758                          |                              | 63,7%                        |
| 2000                         | 493                          |                              | −35,0%                       |
| 2010                         | 588                          |                              | 19,3%                        |
| Fonte: IBGE e Fundação SEADE |                              |                              |                              |

#### População total
Pelo Censo 2010 (IBGE) a população total do distrito era de 725 habitantes.

### Área territorial
A área territorial do distrito é de 294,020 km².

### Rodovias
O principal acesso ao distrito é a Rodovia Assis Chateaubriand (SP-425).

### Hidrografia
- Rio Paranapanema

## Serviços públicos

### Registro civil
Atualmente é feito na sede do município, pois o Cartório de Registro Civil das Pessoas Naturais do distrito foi extinto pela Resolução nº 1 de 29/12/1971 do Tribunal de Justiça do Estado de São Paulo e seu acervo foi recolhido ao cartório do distrito sede.

### Saneamento
O serviço de abastecimento de água é feito pela Companhia de Saneamento Básico do Estado de São Paulo (SABESP).

### Energia
A responsável pelo abastecimento de energia elétrica é a Neoenergia Elektro, antiga CESP.

### Telecomunicações
O distrito era atendido pela Telecomunicações de São Paulo (TELESP), que inaugurou a central telefônica utilizada até os dias atuais. Em 1998 esta empresa foi vendida para a Telefônica, que em 2012 adotou a marca Vivo para suas operações.

## Religião
O Cristianismo se faz presente no distrito da seguinte forma:

### Igreja Católica
- A igreja faz parte da Diocese de Presidente Prudente[18].

### Igrejas Evangélicas
- Assembleia de Deus - O distrito possui uma congregação da Assembleia de Deus Ministério do Belém, vinculada ao Campo de Presidente Prudente[19][20].
- Congregação Cristã no Brasil[21].